# Lista de personagens da série Tekken
O anexo a seguir apresenta uma uma lista dos personagens recorrentes da séries do jogos eletrônicos de luta Tekken. Os personagens são listados na ordem dos jogos.

## Apresentados emTekken

### Armor King
King é praticante de luta livre.[carece de fontes?] Foi inspirado em dois legendários lutadores de luta livre: o japonês Tiger Mask, que lutava com uma máscara de tigre, e o mexicano Fray Tormenta, que é um padre, mas para conseguir sustentar um orfanato, que era seu sonho, se tornou um lutador profissional para ganhar dinheiro, na década de 60.

### Lee Chaolan
Lee Chaolan (李 超狼, Rī Chaoran) é um filho adotivo de Heihachi Mishima e irmão adotivo de Kazuya Mishima. Os pais de Lee morreram quando ele era uma criança, deixando-o órfão e sozinho nas ruas. Lee aprendeu a se defender e tornou-se um hábil lutador, com reflexos surpreendentes para um menino da sua idade. Foram estas qualidades que fizeram com que Heihachi decidisse o adotar. Antes do primeiro torneio, Heihachi enviou Lee para os Estados Unidos para administrar a filial local da Mishima Zaibatsu e continuar sua educação em negócios. Lá, ele se preparou para o torneio treinando karatê e kung-fu com Paul Phoenix e Marshall Law. Quando Kazuya tomou a Zaibatsu de Heihachi Mishima, Lee decidiu trabalhar com seu irmão. Lee era conhecido por ser o chefe da guarda pessoal de Kazuya e por supervisionar os projetos genéticos do cientista Geppetto Boskonovitch para criar um animal lutador para projetos militares de Kazuya. Lee lutou no segundo Torneio do Punho de Ferro com a intenção de tomar a Zaibatsu de Kazuya. No entanto, Heihachi, retornado de seu suposto falecimento, derrotou tanto Lee quanto Kazuya, banindo Lee de qualquer aspecto de sua vida ou da Mishima Zaibatsu, sob a ameaça de morte. Lee, no Japão, planejou assassinar Heihachi, mas chegou à conclusão de que era um desperdício matar um homem que provavelmente morreria em breve. Ele decidiu se distanciar das lutas e isolou-se nas Bahamas, enquanto acumulava sua fortuna. Voltando no quarto torneio, Lee é um empresário bem sucedido e diretor-executivo de sua próspera corporação robótica. Um dia, Lee descobre um dumping das ações da G Corporation, que foi desencadeado por um ataque contra o laboratório de pesquisas principal pela Tekken Force. Lee sente que algo está errado, mas decide participar do torneio. Como medida de precaução para que Heihachi e a Zaibatsu não descobrissem sua identidade, ele luta usando o pseudônimo "Violet", pinta o cabelo de roxo-prata e usa óculos escuros o tempo todo. Quando descobriu que seu adversário era Kazuya Mishima, ressuscitado pela G Corporation, Lee perde a concentração e foi derrotado. Após a morte Heihachi, Lee conspirou para assumir a Mishima Zaibatsu, mas ficou furioso quando soube que alguém o fez primeiro. Acreditando que era Kazuya quem usurpou a Zaibatsu, Lee decidiu entrar no 5º Torneio do Punho de Ferro. No entanto, quem abriu o torneio não foi Kazuya, mas Jinpachi Mishima, o que fez Lee perder o interesse no torneio. Pouco tempo depois, o Mishima Financial Group, liderado por Jin Kazama, trouxe o mundo ao caos e, ao mesmo tempo, a G Corporation tornou-se sua grande opositora. Surpreendido por uma ação militar súbita da G Corporation, Lee, um dos principais acionistas da corporação, conduziu uma investigação privada com o máximo sigilo e descobriu que Kazuya tinha se tornado a verdadeira força por trás das ações da G Corporation. Depois de obter informações de que Kazuya iria participar neste torneio, Lee, usando um bilhete preferencial de acionista, entra para o 6º Torneio do Punho de Ferro a fim de enfrentar Kazuya e derrotá-lo.

### Michelle Chang

É uma garota do Arizona, mestiça de chineses e nativos americanos. Seu pai foi morto junto com o resto de sua tribo pelas forças armadas de Heihachi Mishima, que estavam procurando um tesouro, um pingente que pode alegadamente controlar e domar grandes poderes e espíritos, artefato muito cobiçado por Heihachi. Quando as forças da Mishima Zaibatsu deixaram o lugar, o pai de Michelle deu a ela o pingente, antes de morrer.

### Yoshimitsu
Yoshimitsu é um samurai japonês. É um personagem compartilhada pelas franquias Tekken e Soulcalibur, tendo surgido na segunda.

## Apresentados emTekken 2

### Roger
Roger (ロジャー, Rojyā) é um canguru com engenharia genética e com a capacidade de luta. Roger é uma paleta de Alex, que tanto Roger e Alex são substituídos por Roger Jr. de Tekken 5 em diante.
Kazuya pensava que Roger e Alex fossem criações humilhadas, e queria matá - los. No entanto, Roger e Alex conseguiram escapar. Eles se reuniram, em seguida, Armor King, que lhes ensinou a lutar. Tanto Alex e Roger entram para lutar no Segundo King of Iron Fist Tournament.
Roger é um personagem jogável não - canônico no jogo Tekken Tag Tournament. Trata - se de Roger como última aparição como personagem jogável num jogo Tekken. Ele é novamente uma paleta de Alex.
Roger foi raptado antes de Tekken 5, e seu filho, Roger Jr. entra para O King of Iron Fist Tournament 5, auxiliado por sua mãe, para encontrar e salvar ele. Ele é perfurado e enviado através do teto do laboratório por seu filho Roger.Jr depois descobriram que a razão Roger ser "raptado", foi para que ele pudesse assistir televisão para o resto de sua vida.

## Apresentados emTekken 3

### Forest Law
Filho de Marshall Law, entrou no torneio por influencia de Paul Phoenix.

### Geppetto Boskonovitch
Dr. Geppetto Boskonovitch também conhecido como Dr. Boskonovitch (ドクター・ボスコノビッチ, Dokutā Bosukonobicchi), ou simplesmente Doctor B ou ainda Dr. B, é um cientista renomado, líder de pesquisas da ex-URSS. Inicialmente trabalhava para a Mishima Zaibatsu. Durante o primeiro Torneio do Punho de Ferro, o clã ninja Manji, liderado por Yoshimitsu, roubou a Mishima Zaibatsu. Durante o assalto, Yoshimitsu perdeu seu braço, mas foi encontrado por Boskonovitch, que o ajudou a fugir. Quando tinha 12 anos de idade se tornou um cientista famoso no mundo inteiro. Vários anos depois, a filha única de Boskonovitch faleceu. Ele então começou um projeto sobre ressurreição humana e máquinas de hibernação. Dr. Boskonovitch foi raptado por Kazuya Mishima nas vésperas do 2º Torneio do Punho de Ferro e forçado a trabalhar para ele. Alguns dos muitos projetos envolvidos no torneio foram criados nos laboratórios de armas biológicas da Zaibatsu, como Roger, Alex e a unidade Prototype Jack. Após isso, Kazuya decidiu eliminá-lo, porém Yoshimitsu o resgatou. Após ser resgatado por Yoshimitsu, Dr. Boskonovitch passou os vinte anos seguintes realizando experimentos para reviver sua filha. Ele havia inventado uma máquina de hibernação criogênica, a qual ele usava para preservar o corpo de sua falecida filha. Boskonovitch também usou sua máquina em Nina e Anna Williams, que foram despertadas na época em que o Torneio Punho de Ferro 3 foi anunciado. Entretanto, ele havia adquirido uma rara doença espinhal causada por sua máquina, que prejudicou sua capacidade de ficar em pé. Para curar-se e ainda tentar reviver sua filha, precisava do sangue do deus da luta, Ogre. Para tal feito, Dr. B pediu ajuda a Yoshimitsu, e eles entraram no torneio. Yoshimitsu teve êxito, colhendo o sangue após Ogre ter sido morto por Jin Kazama. Após o 4º Torneio Punho de Ferro, Yoshimitsu encontrou Bryan Fury ferido, e o levou até o Dr. Boskonovitch para cuidados médicos. Após Bryan acordar, Boskonovitch lhe explicou que para salvar sua vida ele iria mecanizá-lo e lhe dar um novo e “perfeito” corpo. Enquanto realizava seu experimento com Bryan Fury, Boskonovitch descobriu que o sistema corporal de Bryan era muito complexo, e ao invés de construir um novo corpo, o doutor decidiu instalar um gerador de energia ilimitada no corpo original de Bryan. A experiência deixou Bryan mais poderoso do que antes, e após descobrir sobre esse novo poder ilimitado, ele nocauteou Boskonovitch e matou vários dos membros do Clã Manji. Em Tekken 6, ele cria uma ginoide a imagem de sua filha.

### Gon
Gon é o personagem principal do mangá homônimo, mais tarde adaptado para video game, que aparece como um personagem desbloqueável(convidado) em Tekken 3.

### Tiger Jackson
Não se sabe muito sobre a história ou origem de Tiger Jackson (タイガー・ジャクソン, Taigā Jyakuson). Presume-se que seja aluno do mesmo mestre de Eddy Gordo, pois no final de Eddy em Tekken Tag Tournament eles aparecem treinando juntos. Contudo, Tiger não parece ser um personagem da trama oficial, sendo apenas uma homenagem da Namco à banda Jackson Five, que fez muito sucesso nas discotecas nos anos 70 e 80.

## Tekken Tag Tournament

### Tetsujin
Assim como Mokujin é construído de madeira (Mokujin significa "homem de madeira"), Tetsujin (鉄人, Tetsujin) é construído de metal (Tetsujin significa "pessoa de Ferro"). Ambos são personagens que imitam os estilos de luta de outros. Em Tekken Tag Tournament, a cada troca de personagem seu estilo de luta muda, podendo imitar diversos jogadores em um único round.

### Unknown
Atraída pelo poder manifesto na ressurreição de Kazuya Mishima, a misteriosa Unknown (アンノウン, Announ) surge no torneio Tekken. Não se sabem seus objetivos ou sua origem, mas parece ter alguma relação com o clã dos Mishima. Ela é uma alma torturada e escravizada por uma entidade maligna chamada "Forest Demon", que se manifesta junto ao corpo de Unknown quando ela luta. O demônio tem a forma de um lobisomem de aparência ameaçadora, mostrado apenas da cintura para cima, que controla os movimento de Unknown como uma marionete. Unknown não fala ou vocaliza enquanto luta.
De cabelos pretos e brilhantes olhos amarelos, claramente sob influência do Forest Demon, seu traje padrão é uma espécie de colante preta coberta de tinta brilhante ou óleo, dando a impressão de ter sido submersa em tal substância até seu peitoral. Seu segundo traje mostra Unknown com um vestido queimado e rasgado e restos de um vestido branco com uma ligadura em torno de seus braços, pernas e mão. Esta roupa gerou especulações, uma vez que Jun Kazama aparece com uma roupa bem parecida em seu oficial trabalho artístico de Tekken Tag Tournament, emprestando mais peso à suposição de que ela e Unknown são a mesma pessoa.Em seu final em Tekken Tag Tournament, Unknown parece ter saído de um transe(provavelmente provocado pelo Espírito do Lobo), ao virar,se depara com o Espírito, e começam a lutar, até que Unknown é absorvida pelo Espirito do Lobo.Ao ser absorvida o Espirito começa a produzir pernas, mas Unknown luta por dento do Espirito e o destrói, após destruir o Espírito, ela cai com no chão numa possível gosma, ela levanta a cabeça e começa sorrir.
Em Tekken Tag Tournament 2 é mostrado que Unknown é, de fato, Jun Kazama.

## Apresentados em Tekken 4

### Combot
Combot (コンボット, Konbotto) é um protótipo de robô lutador criado por Lee Chaolan (sob o disfarce de Violet) para entrar no The King of Iron Fist Tournament 4. Combot está programado para fazer uma grande variedade de coisas, de tarefas domésticas a ações militares. Ele foi feito para ser a máquina de combate definitiva, programado para aprender o estilo de luta de cada lutador apenas vendo-os se moverem.
Lee o usou para aumentar suas chances de tomar o controle da Mishima Zaibatsu, o que aconteceria se Heihachi Mishima fosse derrotado por Combot. Infelizmente, o projeto foi adiantado para que Combot fosse inscrito em tempo no torneio, de forma que seu banco de dados não funciona perfeitamente. Devido a isso, sempre que Combot é ligado, só pode utilizar um estilo de luta de cada vez.

### Miharu Hirano
Miharu Hirano (平野 美晴, Hirano Miharu) é uma amiga e colega de escola de Jin Kazama e Ling Xiaoyu. É uma garota com personalidade forte, confiável e muito amigável. Tenta ajudar as pessoas de seu jeito meio atrapalhado. Quer ajudar Xiaoyu, sua melhor amiga, a iniciar um namoro com Jin Kazama, a quem ela admira muito. Miharu é um personagem DLC em Tekken Tag Tournament 2.
Miharu entrou no torneio para ajudar sua colega e amiga Ling Xiaoyu a encontrar Jin Kazama para iniciar um romance com ele. Miharu é desbloqueada quando o arcade mode é terminado com Ling Xiaoyu.

### Violet
Violet é um personagem da série de jogos de luta Tekken. Na verdade, ele é apenas a identidade secreta de Lee Chaolan em Tekken 4, onde faz sua primeira e única aparição.Depois do segundo torneio Tekken, Lee Chaolan se tornou um empresário bem sucedido e diretor-executivo de sua próspera corporação robótica. Ele vive seus dias tomando banho de sol em sua mansão nas Bahamas, dividindo o seu tempo entre duas atividades: negociar ações online e simplesmente relaxar. Um dia, Lee descobre um dumping das ações da G Corporation, que foi desencadeado por um ataque contra o laboratório de pesquisas principal pela Tekken Force, da Mishima Zaibatsu. Dias depois, foi anunciado o King of Iron Fist 4. Lee sente que algo está errado, mas ao mesmo tempo sente reacender sua paixão pela luta, juntamente com o seu ressentimento feroz contra o clã Mishima. Como medida de precaução para que Heihachi e a Zaibatsu não descobrissem sua identidade muito cedo, ele faz sua inscrição online com o nome de "Violet". Para completar o disfarce, pinta o cabelo de roxo-prata e usa óculos escuros o tempo todo.Acredita-se que Lee foi muito bem sucedido e chegou nas fases finais do torneio. No entanto, ficou chocado ao ver que o seu próximo adversário era nada mais nada menos que Kazuya Mishima, ressuscitado pela G Corporation. Lee perde a concentração e é derrotado por seu irmão, que continua no torneio para lutar com Heihachi. No final do torneio, Lee abandona para sempre a identidade de Violet, uma vez que Heihachi Mishima havia supostamente morrido numa explosão em Hon-Maru, logo já não havia mais perigo.

## Apresentados em Tekken 5

### Jinpachi Mishima
Jinpachi Mishima (三島 仁八, Mishima Jinpachi), pai de Heihachi Mishima, é o fundador da Mishima Zaibatsu. Foi traído por seu filho, sendo que este passou a ter o comando da empresa, transformando-a numa organização militar. Jinpachi se retira e, algum tempo depois, volta e tenta se vingar de Heihachi. Ele é derrotado novamente e, como se mostrou uma ameaça, é acorrentado para a morte pelo próprio Heihachi no subterrâneo de Honmaru, no Japão.
Já em Tekken 5 foi dado como morto, e de fato morto de inanição.Jinpachi retorna com um espirito de vingança. Jinpachi ficou muitos anos preso, pois a corrente que o acorrentava, feito especialmente por Heihachi, tirava-lhe seu poder. Uma vez liberto, graças à exploão dos Jack-4s que foram matar Heihachi, Jinpachi retomou o controle da Mishima Zaibatsu, pois acreditava-se que Heihachi tinha morrido. Ele próprio anunciou o King of Iron Fist Tournament 5.

### Raven
Raven (レイヴン, Reivun) é um agente da inteligência internacional, considerado altamente qualificado. Não se sabe sobre sua origem, idade, mas sabe-se que ele é um afro-canadense. Raven testemunha o ataque dos Jack-4 ao dojo Hon-Maru, assim como a aparente morte de Heihachi Mishima. Naquele momento, sua missão era investigar as corporações Mishima Zaibatsu e G Corporation. Tudo indica que Raven foi o primeiro a relatar a suposta morte de Heihachi. Por ordem de seus superiores, entrou no quinto torneio para descobrir quem está por trás do evento.
Durante o quinto torneio Raven deparou-se com Heihachi, que supostamente estava morto. Ambos travam um combate, mas, antes que houvesse um vencedor, Raven recebe ordens para abortar a missão, o que o leva a retirar-se imediatamente da luta. Após o fim do torneio, foi deflagrada uma verdadeira guerra entre a Mishima Zaibatsu e a G-Corporation, tal rivalidade afetou todas as nações do mundo. A fim de evitar quaisquer perdas, Raven é enviado mais uma vez para investigar a Mishima Zaibatsu, através do The King of Iron Fist Tournament 6.
Raven tem como arma principal suas lâminas, que não pode ser usada em combate, mas ele usa no clipe de Tekken 5 quando ele corta o Jack-4.

### Roger Jr
Roger Jr. (ロジャーJr., Rojyā Jr.) é o filho do canguru lutador Roger, personagem de Tekken 2. Seu pai foi seqüestrado e ele resolveu entrar no King of Iron Fist Tournament 5 e no King of Iron Fist Tournament 6 com sua mãe para resgatá-lo.
Roger e sua esposa possuem sua engenharia genética de modificada, e são pais Roger Jr., que também usa luvas de boxe. Não se sabe de onde eles aprenderam a lutar, mas é especulado que foram ensinados por Roger.
Roger Jr. entra no King of Iron Fist Tournament 5, para encontrar e salvar seu pai, Roger, que foi seqüestrado e desapareceu.
Roger Jr. e sua mãe tinha participado do King of Iron Fist Tournament 5 a fim de encontrar seu pai, que tinha desaparecido. Após as dificuldades do torneio, eles finalmente encontraram Roger, mas ficaram chocados ao ver que ele não tinha desaparecido, mas em vez disso ficaram vivendo uma vida de luxo. Logo após esta descoberta, a mãe de Roger Jr. divorciou e, assim, tornou-se uma mãe de família junto com seu filho. Mas as suas vidas foram duras, solitárias e instáveis. Quando o The King do Iron Fist Tournament 6 foi anunciado, Roger Jr. e sua mãe esperavam ganhar o dinheiro, para iniciar uma nova vida mais estável.

### Sergei Dragunov
Sergei Dragunov (セルゲイ・ドラグノフ, Serugei Doragunofu, seu nome em cirílico: Сергей Драгунов), membro do SPETSNAZ, é considerado o grande símbolo de medo no campo de batalha, cujo talento em combates deu-lhe o título de "O anjo branco da morte".
O estilo de luta de Dragunov é o combat sambo, uma arte marcial desenvolvida pela União Soviética, que é caracterizada por muitos golpes de imobilização, como chave de braço e chave de perna, como também socos e chutes potentes.  
Envolvidos na investigação de um corpo desconhecido que desceu do espaço à Terra na Sibéria, Dragunov recebeu ordens especiais a respeito do monstro Devil Jin e entrou para o quinto The King of Iron Fist Tournament a fim de cumprir sua missão: capturá-lo. Suas reais motivações e a verdadeira natureza das suas ordens são desconhecidas.
As atividades militares da Mishima Zaibatsu estavam causando perturbações na Rússia. Embora Dragunov vivesse envolvido na contenção de diversos conflitos e levantes em toda a sua pátria, recebeu uma ordem do alto comando militar russo para se infiltrar no torneio King of Iron Fist Tournament 6 e acabar de vez com a interferência da Mishima Zaibatsu.

## Apresentados emTekken 6

### Azazel
Azazel (アザゼル, Azazeru) é um personagem da série de jogos de luta Tekken, estreando em Tekken 6 como um dos principais antagonistas (junto com Jin e Kazuya). Azazel é provavelmente o famoso demônio da religião hebraica, nesse caso, satanás, o próprio diabo.
Pouco se sabe sobre a história de Azazel, com exceção de que ele é a encarnação do mal final, em um túmulo guardado por Zafina, libertando-se após o choque de "duas estrelas maliginas" (no caso, Devil e Devil Jin).

### Bob
Bob (ボブ, Bobu) é um lutador americano conhecido como uma lenda das artes marciais em seu país, além de popular entre as mulheres. No entanto, por ser incapaz de derrotar adversários maiores e mais pesados, Bob desaparece durante alguns anos, sem deixar pistas sobre o seu paradeiro. Com o King of Iron Fist Tournament 6 aproximando-se, Bob regressa finalmente, mas tanto a força de seus golpes quanto sua aparência mudaram bastante: Ele agora é um homem tremendamente obeso.
A fim de testar seu novo poder e reconquistar sua popularidade, Bob entra no The King of Iron Fist Tournament 6. Embora obeso, Bob mantem sua força e sua velocidade, de forma a enganar muitos lutadores pela sua aparência.

### Lars Alexandersson
Como a Mishima Financial Group (MFG) travada guerra em todo o mundo, o seu ilustre corpo, o Tekken Force, começou a nível mundial golpe de estado, no entanto, G Corporation subiu para cima e contra as suas forças, resultando em intensos conflitos em todo o mundo. O cérebro por trás do golpe de Estado foi nada menos que Lars Alexandersson. Mesmo após sua promoção, continuou a colocar-se no grosso da batalha. Sua proeza militar fez dele popular entre os seus subordinados. Lars é o descendente ilegítimo  de Heihachi Mishima, e ninguém, além do próprio Lars conhece esta realidade, nem mesmo Heihachi (Lars Alexandersson também foi um personagem exclusivo para o game Naruto Shippuden Ultimate Ninja Storm 2 para PS3 e Xbox 360).

### Eleonore "Leo" Kliesen
Eleonore Kliesen (エレオノール·クリーゼン), mais conhecido por Leo[carece de fontes?] é um personagem que entra no torneio por desejar vingar o assassinato de sua mãe feito por Kazuya Mishima, com esse intuito Eleonore, se disfarça de mulher  e entra no King of Iron Fist Tournament 6 (com o nome de Leo Kliesen). Leo também já perdera seu pai, sendo órfão, não se sabe o motivo de seu desaparecimento ou morte, de acordo com a Namco. Leo luta Bajiquan, uma arte marcial que apresenta rápidos ataques e golpes que tornam muitas vezes o oponente incapaz de continuar.
Leo é filho de um homem conhecido como um detetive e uma mulher alta executiva de biotecnologia feminina da G Corporation. Muito respeitado e querido pelo filho, o pai de Leo desapareceu durante uma investigação quando ele ainda era uma criança. Embora este fato em especial tenha feito com que Leo crescesse imitando o pai em tudo, não a impediu de viver feliz com sua mãe, que lhe era muito amável. Mas a felicidade acabou quando Leo fica sabendo que sua mãe Emma Kliesen foi morta nas instalações da G Corporation. Entristecido com o trágico acontecimento, Leo fechou os olhos para toda sociedade. Algum tempo depois, a polícia terminou inconclusiva a investigação do assassinato sem explicação. Leo continuou a investigação. Não muito tempo depois de iniciar esta missão, Leo descobre a existência de uma pessoa que é considerado um herói da G Corporation - um homem com o nome de Kazuya Mishima. Suspeitando de este ter cometido o assassinato de sua mãe, Leo quer se vingar, mas acha impossível chegar perto de Kazuya devido ao seu status recém-adquirido no âmbito da G Corporation. No entanto, Leo ouviu a notícia de The King of Iron Fist Tournament 6 detidos pela Mishima Financial Group. Ao descobrir que Kazuya iria participar dela, Leo segue participando de tal torneio de artes marciais, pensando que era a única chance de vingança.
Leo fazia parte de uma família muito talentosa. O pai de Leo era um espeleólogo mundialmente famoso, enquanto a mãe de Leo trabalhou como uma executiva na G Corporation. Embora o pai de Leo desapareceu durante uma expedição quando Leo era criança, Leo ainda quis seguir a tradição familiar e se tornar uma espeleóloga. Leo possuía um sentido forte de caráter, graças a uma educação adequada. A vida era agradável e relativamente tranquila até que um dia fatídico, quando a mãe de Leo foi morta por um assaltante desconhecido (supostamente Kazuya). Deprimido e cheio de tristeza, Leo tornou-se irritado quando a polícia ligou a sua investigação de forma rápida e sem explicação. Leo prometeu encontrar a verdade. Durante a investigação própria de Leo, Kazuya e a Corporação G Mishima materializa como uma pessoa de interesse. A Corporação G foi popularizada na época como um herói mundial, o que torna difícil chegar perto de Kazuya, e parecia que a busca de Leo tinha chegado a um impasse intransponível. Foi neste momento que a notícia da Mishima Zaibatsu patrocinando o King of Iron Fist Tournament começou a se espalhar. Leo descobriu que Kazuya Mishima foi programado para aparecer no evento. Percebendo que esta pode ser a única chance de se vingar de Kazuya, Leo decidiu entrar no concurso.

### Miguel Caballero Rojo
Miguel Caballero Rojo (ミゲル・カバジェロ・ロホ, Migeru Kabajero Roho) é considerado como indisciplinado no espanhol e possui uma grande paixão para o combate, o que lhe trouxe muitas vezes em conflito com os seus pais, o que o fez sair de casa aos 15 anos de idade. Um dia, a irmã de Miguel o informa de seu casamento iminente. Perplexo com a notícia pensa em assassinar seu futuro cunhado, mas decide não levar adiante seu plano para não magoar sua irmã. No dia do casamento, Miguel olha impaciente no relógio, esperando o fim da cerimónia do lado de fora da igreja, quando o local é inesperadamente atacado por uma esquadrilha de aviões, levantando poeira e jogando-lhe grãos de areia nos olhos. Após o ataque, Miguel procura desesperadamente por sua irmã, mas só encontra o seu cadáver embebido de sangue. Irado, Miguel faz investigações sobre o ataque, descobrindo que foi ordenado pela Mishima Zaibatsu. Impulsionado pela raiva, ele entra no recentemente anunciado The King of Iron Fist Tournament 6 para se vingar do Big Boss da Zaibatsu, Jin Kazama.

### NANCY-MI847J
Concebida e criada a partir de um sistema como o dos robôs da série Jack, os engenheiros da Mishima Zaibatsu desenvolveram uma arma robótica. Não é muito resistente, devido às suas dimensões, mas com uma imensa força, robustas armas e armaduras, se tornou uma formidável bateria de defesa.

### Zafina
Seguindo os ideais da Astrologia, Zafina (ザフィーナ Zafīna) é levada a crer que o fim do mundo está chegando. Sua crença é apoiada por um grupo de profetas anciãos, que prediziam que "o choque de duas estrelas malignas" iria quebrar o selo do túmulo e libertar a própria encarnação do mal: o demônio conhecido apenas como Azazel. Zafina é de origem indiana.
Em Tekken 6 a profissão de Zafina é ser guardiã de um túmulo da família real e tem 23 anos. De acordo com a sua crença, o choque entre "duas estrelas malignas" (que seria o confronto entre Jin Kazama e Kazuya Mishima), vão quebrar o selo do túmulo, e dentro dela vais sair um ser maligno,denominado por Azazel. Então, Zafina entra para O Rei do Torneio Punhos de Ferro 6 (Tekken 6) para descobrir a verdade.

## Tekken Tag Tournament 2

### Jaycee
Jaycee (ジェイシー, Jyeishī) é uma lutadora no estilo luta-livre, usa roupas coladas e uma máscara estilo mexicano. Jaycee é Julia Chang, pois antes da luta final Jaycee machuca sua perna e a mãe de Jaycee confia em Julia para ir ao torneio. Julia nega ir mais é convencida.

## Tekken Revolution

### Eliza
Eliza (エリザ, Eriza) é uma vampira que fez sua estréia no spin-off free-to-play Tekken Revolution. Ela foi uma das dez opções na enquete que determinou o novo personagem a ser adicionado no jogo; ela foi votada número um, na San Diego Comic Con 2013, assegurando sua inclusão no jogo. De acordo com sua história, Eliza é uma poderosa e imortal vampira romena que tem existido há mais de mil anos. Um dia, quando ela estava para dormir em seu caixão, acidentalmente caiu em um sono profundo por centenas de anos. Na atual Monaco, a família Rochefort construiu uma mansão sobre seu caixão, imprisionando ela. Eliza eventualmente acordou e conseguiu escapar.  Ela ainda tem dificuldade em controlar seu sono e irá cair no sono mesmo no meio de uma luta; no entanto, ela pode recuperar sua saúde ao fazer isso.
O estilo de luta de Eliza é uma mistura de artes marciais com movimentos sobrenaturais (como teletransportação). Ela é a primeira personagem na série capaz de mandar um ataque projétil; ela pode atirar uma onda de energia que percorre o chão, ao contrário da bola de fogo de Jinpachi, seu ataque é bloqueavel.
Mais em Tekken 7 foi revelado que Eliza dormiu por 600 anos e assim que acordou seus poderes vampiricos desapareceram e depois disso Eliza começou a beber o sangue de varias pessoas mais isso portanto não foi suficiente, ela precisava beber o sangue de alguem com uma grande força espiritual pra recupera seus poderes, e esse alguem e Claudio Serafino.

## Apresentados em Tekken 7

### Akuma
Akuma (悪魔), da série Street Fighter, aparece canonicamente na história principal do jogo. Há muito tempo atrás foi contratado por Kazumi para matar Heihachi.

### Claudio Serafino
Claudio Serafino (クラウディオ・セラフィーノ Kuraudio Serafino), líder de um grupo de exorcistas, quer investigar a Mishima Zaibatsu a fim de descobrir os motivos por trás de suas ações. Participa também da história principal do jogo.

### Gigas
Gigas (ja. ギガース Gigāsu), ma grande criatura e bastante feroz, que foi criada nos laboratórios da G Corporation onde teve um novo avanço no desenvolvimento de armas biotecnológicas. Este avanço levou à criação de Gigas que entra no torneio para testar suas forças e habilidades.

### Josie Rizal
Josie Rizal (ja. ジョシー・リサール Jyoshi Risāru), uma lutadora filipina de kick-boxing. Após um grande tufão nas Filipinas causar uma grande devastação, a Tekken Force foi ajudar os afetados e Josie acabou se inspirando para fazer parte da Tekken Force.

### Katarina Alves
Katarina Alves (カタリーナ・アウヴェス Katarina Aruvesu) é uma nova personagem brasileira, após perder seus pais na infância, foi adotada por um homem no qual, inicialmente tinham uma complicada relação de pai e filha. Anos mais tarde, agora com uma relação amigável, o pai de Katarina desaparece misteriosamente, e com isso ela entra no torneio para conseguir dinheiro para encontrar seu pai.

### Kazumi Mishima
Kazumi e Heihachi eram amigos desde a infância, e se casaram, tendo um filho, Kazuya Mishima. Anos mais tarde, após Heihachi fundar a Mishima Zaibatsu, o amor de Kazumi por ele poderia se tornar um grave perigo, pois ele ele queria a todo custo dominar o mundo. Kazumi sempre fez de tudo para impedir Heihachi e seus planos. E a chefe do jogo na versão de fliperamas.

### Lucky Chloe
Lucky Chloe (ラッキー・クロエ Rakki Kuroe) uma nova lutadora que usa passos de dança quando vai lutar. Não se sabe o país de sua origem, mas desde criança sempre foi muito fã da cultura japonesa. Ela se tornou uma famosa Idol mundialmente, e assinou um contrato com a G Corporation para fazer propagandas e anúncios da empresa. Mesmo com a luta entre a G Corporation com a Mishima Zaibatsu, Lucky Chloe sempre está aparecendo com um sorriso no rosto, mesmo em momentos difíceis.

### Master Raven
Ligada ao serviço de inteligência secreta das Nações Unidas, ela é uma funcionária de alto escalão com muitos subordinados encarregados de várias missões perigosas. Com a guerra travada entre Mishima Zaibatsu e G Corporation, as atividades deste serviço secreto foram aumentadas para monitorar e relatar o que está acontecendo no mundo. Leal ao seu dever, ela vai para os confins da terra para fazer seu papel.

### Shaheen
Shaheen (シャヒーン Syahin), um guarda-costas numa empresa militar privada, é encarregado de proteger figuras-chave do mundo. Um amigo de Shaheen que é uma grande figura na indústria de petróleo foi misteriosamente encontrado morto. Embora tenha sido publicado como uma morte acidental, Shaheen sempre teve suas dúvidas. A G Corporation adquiriu mais tarde a Companhia Militar privada e todos aqueles com quem Shaheen anteriormente estava familiarizado acabaram renunciando após a aquisição. Tendo imaginado que tudo isso era uma coincidência demais, Shaheen partiu para investigar e descobrir a verdade do que realmente está acontecendo.

## Outros personagens

### Ho Chi Myong
Conhecido como o "Lendário Mestre da Capoeira". Ele é avô de Christie e mestre de Eddy. Aparece primeiramente em Tekken 3.

### Jane
Jane é uma mulher orfã, que quando criança esteve em uma zona de batalha russa, onde estava sendo atacada por um batalhão de Jacks. Então uma unidade Jack-2 sobressaiu seu programa e a salvou. Ela se tornou uma cientista e trabalha atualmente para a G Corporation. Ela que quem criou as outras versões de Jack.

### Jeff Slater
Jeff é um lutador de vale tudo. Ele aparece em Tekken 4. Ele desafiou Craig Marduk e foi derrotado apenas com uma cabeçada.

### Richard Williams
Pai de Nina e Anna Williams. Ele que ensinou as filhas a lutar. Aparece em Death by Degrees.

### Sebastian
É o mordomo de Lili. Ele aparece primeiramente na atualização Tekken 5 o Tekken 5: Dark Ressurection no final de Lili e depois como personagem jogável em Tekken Tag Tournament 2 (não-canônico)

### Tougou
Tougou é um membro rebelde do Tekken Force e amigo de Lars. Ele ajuda Lars e Alisa a lutar contra Jin,porem morre na luta contra os guardas de Anna Willians em Tekken 6

### Kara
É a namorada do Jin Kazama. Aparece somente no filme. Tenta impedir que Jin cometa alguma besteira depois da morte de Jun Kazama; sem sucesso, ela vê o namorado partir para o torneio. E assiste constantemente as lutas de Jin que são transmitidas em rede nacional. Jin a troca por Christie Monteiro (não-canônico). É interpretada pela atriz americana Mircea Monroe.